# Mutara III
Mutara III, né à Kamembe, près de Cyangugu, en 1911 et mort en 1959, est l'avant-dernier souverain du royaume du Rwanda. Premier mwami (roi, en kinyarwanda) converti à la religion chrétienne, il a pour nom de baptême Charles Pierre Léon Rudahigwa et règne du 12 novembre 1931 au 28 juillet 1959. Membre du groupe tutsi, son règne est marqué par des tentatives de rapprochement entre les différentes constituantes de la population rwandaise, mais également par une volonté de christianiser le pays en s'appuyant sur les autorités coloniales belges et les ordres missionnaires.

## Roi du Rwanda
L'accession au trône du prince Charles Rudahigwa intervient à la suite de la déposition de son père, le roi Yuhi V, par les autorités coloniales belges, qui accusent le souverain « d'égoïsme et de lubricité ».  
Officiellement révoqué le 12 novembre 1931, l'ex-roi Yuhi V est chassé de sa capitale le 14 novembre. Deux jours plus tard, son fils est reconnu comme « mwami » par le vice-gouverneur du Ruanda-Urundi, par le résident du Rwanda et les autorités ecclésiastiques, représentées par le vicaire apostolique Léon-Paul Classe. 
Ce coup d'État place sur le trône un jeune homme de 19 ans que les autorités belges espèrent pouvoir contrôler. 
Éduqué par les Pères blancs — à l'instar, notamment, de l'un de ses frères, le prince Étienne Rwigemera, et de sa sœur, la princesse Bakayaishonga — le jeune souverain est catholique. Fervent croyant, bien que n'étant pas encore baptisé, il s'attache dès le début de son règne à promouvoir sa nouvelle foi. En 1935, il cède à l'Église une propriété de son père, située à Nyanza, laquelle est convertie en mission catholique. Le 27 octobre 1946, trois ans après avoir été formellement baptisé en 1943, il dédie le royaume au Christ-Roi lors d'une cérémonie solennelle célébrée à Nyanza.
Politiquement, le mwami s'attache à moderniser le pays, notamment par l'introduction de nouvelles techniques agricoles. Sous son impulsion ont lieu les premières élections libres qui permettent d'associer, quoique de manière encore timide, les Hutus à la vie politique de la nation. En 1949, il décrète que les termes Hutus, Tutsis ou Twas n'ont plus lieu d'être employés par l'administration et que le royaume n'est peuplé que de Rwandais. 
Le 1er avril 1954, le roi proclame l'abolition de la féodalité. L'année suivante, le roi des Belges, Baudouin, entame une visite officielle au Rwanda.
Le 25 juillet 1959, alors qu'il est soigné à l'hôpital d'Usumbura, le roi succombe brutalement après avoir reçu une injection de pénicilline. À l'annonce de son décès, la rumeur d'un empoisonnement par les « blancs » provoque une vague de violence. Lors des obsèques du souverain, le 28 juillet, et en l'absence d'héritier direct, le second fils de Yuhi V et frère cadet du défunt, est proclamé roi. Jean-Baptiste Ndahindurwa monte ainsi sur le trône sous le nom de règne de Kigeli V.

## Famille
Mutara III a deux épouses : 
- Nyiramakomali, qu'il épouse le 15 octobre 1933 et dont il divorce en 1941.
- Rosalie Gicanda (1928-1994) avec qui il s'unit le 13 janvier 1942. Cette dernière demeure au Rwanda avant d'être assassinée au musée national du Rwanda durant le génocide, le 25 avril 1994.

Ses deux mariages restent sans postérité.

## Ascendance
|  |                                      |  |  |  |  |  |  |  |  |  |  |  |  |  |  |  |
|  | 16. Yuhi IV du Rwanda                |  |  |  |  |  |  |  |  |  |  |  |  |  |  |  |
|  |                                      |  |  |  |  |  |  |  |  |  |  |  |  |  |  |  |
|  |                                      |  |  |  |  |  |  |  |  |  |  |  |  |  |  |  |
|  | 8. Mutara II du Rwanda               |  |  |  |  |  |  |  |  |  |  |  |  |  |  |  |
|  |                                      |  |  |  |  |  |  |  |  |  |  |  |  |  |  |  |
|  |                                      |  |  |  |  |  |  |  |  |  |  |  |  |  |  |  |
|  | 17. Nyiramavugo                      |  |  |  |  |  |  |  |  |  |  |  |  |  |  |  |
|  |                                      |  |  |  |  |  |  |  |  |  |  |  |  |  |  |  |
|  |                                      |  |  |  |  |  |  |  |  |  |  |  |  |  |  |  |
|  | 4. Kigeli IV du Rwanda               |  |  |  |  |  |  |  |  |  |  |  |  |  |  |  |
|  |                                      |  |  |  |  |  |  |  |  |  |  |  |  |  |  |  |
|  |                                      |  |  |  |  |  |  |  |  |  |  |  |  |  |  |  |
|  | 18. Mitari                           |  |  |  |  |  |  |  |  |  |  |  |  |  |  |  |
|  |                                      |  |  |  |  |  |  |  |  |  |  |  |  |  |  |  |
|  |                                      |  |  |  |  |  |  |  |  |  |  |  |  |  |  |  |
|  | 9. Nyirakigeri                       |  |  |  |  |  |  |  |  |  |  |  |  |  |  |  |
|  |                                      |  |  |  |  |  |  |  |  |  |  |  |  |  |  |  |
|  |                                      |  |  |  |  |  |  |  |  |  |  |  |  |  |  |  |
|  | 2. Yuhi V du Rwanda                  |  |  |  |  |  |  |  |  |  |  |  |  |  |  |  |
|  |                                      |  |  |  |  |  |  |  |  |  |  |  |  |  |  |  |
|  |                                      |  |  |  |  |  |  |  |  |  |  |  |  |  |  |  |
|  | 20. Gaga                             |  |  |  |  |  |  |  |  |  |  |  |  |  |  |  |
|  |                                      |  |  |  |  |  |  |  |  |  |  |  |  |  |  |  |
|  |                                      |  |  |  |  |  |  |  |  |  |  |  |  |  |  |  |
|  | 10. Rwakagara                        |  |  |  |  |  |  |  |  |  |  |  |  |  |  |  |
|  |                                      |  |  |  |  |  |  |  |  |  |  |  |  |  |  |  |
|  |                                      |  |  |  |  |  |  |  |  |  |  |  |  |  |  |  |
|  | 5. Nyirayuhi                         |  |  |  |  |  |  |  |  |  |  |  |  |  |  |  |
|  |                                      |  |  |  |  |  |  |  |  |  |  |  |  |  |  |  |
|  |                                      |  |  |  |  |  |  |  |  |  |  |  |  |  |  |  |
|  | 1. Mutara III du Rwanda              |  |  |  |  |  |  |  |  |  |  |  |  |  |  |  |
|  |                                      |  |  |  |  |  |  |  |  |  |  |  |  |  |  |  |
|  |                                      |  |  |  |  |  |  |  |  |  |  |  |  |  |  |  |
|  | 6. Mbanzabigyi                       |  |  |  |  |  |  |  |  |  |  |  |  |  |  |  |
|  |                                      |  |  |  |  |  |  |  |  |  |  |  |  |  |  |  |
|  |                                      |  |  |  |  |  |  |  |  |  |  |  |  |  |  |  |
|  | 3. Radegonde Nyiramavugo III Kankazi |  |  |  |  |  |  |  |  |  |  |  |  |  |  |  |
|  |                                      |  |  |  |  |  |  |  |  |  |  |  |  |  |  |  |
|  |                                      |  |  |  |  |  |  |  |  |  |  |  |  |  |  |  |